# 維爾希夫尼亞
49°48′16″N 29°18′46″E / 49.80444°N 29.31278°E
維爾希夫尼亞（烏克蘭語：Верхівня），是烏克蘭北部的村莊，隸屬日托米爾州的別爾季切夫區。該村處於波斯季爾河畔，始建於1600年，面積4.65平方公里，海拔高度205米，2001年人口1,074。